# Biblioteca del Congreso de la República César Vallejo
La Biblioteca del Congreso de la República César Vallejo es la biblioteca legislativa del Perú. Tiene como finalidad prestar servicios al Congreso de la República del Perú, el órgano del poder legislativo del país y del cual depende administrativamente a través de la Departamento de Investigación y Documentación Parlamentaria. Su única sede se encuentra ubicada al interior del Edificio Fernando Belaúnde Terry, en el centro histórico de Lima. El nombre de la biblioteca fue tomado en honor a César Vallejo, escritor peruano y uno de los máximos exponentes literarios del país. Pueden acceder presencialmente a las dependencias los ciudadanos mayores de 18 años previa cita telefónica.
La biblioteca forma parte de la Red de Biblliotecas Parlamentarias de América Latina y el Caribe (Red Biparlac).

## Historia
La actual biblioteca tiene sus orígenes en la Biblioteca Pública de la Cámara de Diputados, la cual se considera su predecesora, al cumplir la misma función de respaldo y apoyo al trabajo de los legisladores peruanos. Fue fundada el 26 de julio de 1943 por iniciativa del diputado Gerardo Balbuena Carrillo, luego del gran incendio que afectó gravemente a las dependencias y depósitos de la Biblioteca Nacional del Perú en ese mismo año.En aquella época, el Congreso peruano era bicameral. 

## Organización
La biblioteca es dirigida por un directorio, el cual se compone por dos entidades: la Jefatura, la cual es presidida por el Jefe del Área de Biblioteca; y por la unidad de Equipos de Trabajo, la cual es subdividida en tres áreas y cada una de ellas es liderada por un coordinador:
- Procesos Bibliotecarios y Colecciones
- Recursos Virtuales y Digitales
- Servicios Bibliotecarios

## Publicaciones
La biblioteca tiene dos publicaciones periodicas:
- Cuadernos Parlamentarios: una revista especializada del Centro de Estudios Constitucionales y Parlamentarios.[5]
- Manuales Parlamentarios: una serie de guías y documentos en relación a cómo proceder en las diferentes tareas de la labor legislativa.